# Marius Lecompte
Pour les articles homonymes, voir Lecompte.
Marius Joseph Lecompte (né à Morlanwelz, le 16 mai 1902 ; mort à Louvain, le 21 août 1970) est un paléontologue et géologue belge, professeur à l'université catholique de Louvain et directeur de laboratoire à l'Institut royal des sciences naturelles. Une partie importante de ses études porte sur la paléontologie et la stratigraphie du Dévonien de l'Ardenne.

## Biographie
Marius Lecompte grandit dans une famille modeste d'origine binchoise : il est le deuxième de cinq enfants. Il effectue des humanités gréco-latines au petit séminaire de Bonne-Espérance. En septembre 1924, il est nommé professeur à l'école moyenne de Schadeck, puis au collège épiscopal de Chimay. Il y enseigne les sciences naturelles dans la section agricole. C'est à cette époque qu'il se prépare à l'examen de candidature en sciences naturelles devant le jury d'État.
Son diplôme obtenu, Marius Lecompte devient assistant-géologue à l'Union minière du Haut Katanga où il travaille pendant trois ans. Au Katanga, il effectue des levés géologiques qu'il exploitera dans sa dissertation doctorale. De retour en Belgique, il épouse Raymonde Leurquin, puis s'inscrit à l'université catholique de Louvain pour terminer ses études de géologie. Il défend sa thèse de doctorat consacrée au batholite de Mokambo en 1932, travail qui sera publié l'année suivante.
Lecompte travaille quelques mois comme surveillant à l'athénée de Bruxelles, puis commence sa carrière au Musée royal des sciences naturelles, d'abord comme aide-naturaliste (1934), puis comme conservateur (1940) et, enfin, comme directeur de laboratoire (1952). Parallèlement, il enseigne à l'Institut Meurice (de 1936 à 1945). Agrégé de l'enseignement supérieur le 8 mai 1940, il enseigne la paléontologie à l'université catholique de Louvain à partir de 1945. Il est nommé professeur dans cette même université en 1949.
Durant sa carrière, Lecompte effectue de nombreux voyages d'étude. Grâce à une bourse obtenue en 1932, il peut se rendre dans des laboratoires et collections d'Angleterre, d'Allemagne et de France. En 1937, via la Belgian American Educational Foundation, il se rend dans le golfe du Mexique et à la station marine des Bermudes. Plus tard, il visite l'Afrique du Nord, le Sahara, la Sibérie et l'Himalaya. En Belgique, il organise de nombreuses excursions géologiques à la demande d'universités étrangères.
Marius Lecompte est élu membre correspondant de la Senckenbergische Naturforschende Gesellschaft de Francfort-sur-le-Main en 1959, puis devient président de la division européenne de l'Union paléontologique internationale en 1960. Élu membre correspondant de l'Académie royale de Belgique la même année, il en devient membre titulaire en 1964. Il sera également membre d'honneur de la Société géologique de Londres et de la Société américaine de géologie. Hospitalisé en juillet 1970, il meurt le 21 août de la même année.

## Travaux
Son étude géologique et lithologique du dôme de Mokambo, au Katanga, est publiée en 1933. Marius Lecompte consacre par après l'essentiel de sa carrière à la paléontologie et à la stratigraphie du Dévonien de l'Ardenne. Il étudie d'abord les collections de polypiers rassemblées par Édouard Dupont. Sa visite de différents laboratoires et collections à travers l'Europe lui permet de recueillir des informations utiles à une révision des tabulés dévoniens décrits par Georg August Goldfuss.
Lecompte entreprend ensuite l'étude des stromatoporoïdés, domaine peu connu à l'époque. Il collabore également à deux ouvrages importants, le Traité de paléontologie de Jean Piveteau et le Treatise on Invertebrate Paleontology de Raymond Cecil Moore.
Après son voyage d'étude en Amérique du Nord, il ébauche une théorie sur l'édification des récifs. Lecompte parvient à prouver la cyclicité des dépôts carbonatés du Dévonien, même si la cause qu'il attribue à ces cycles n'est plus admise à l'heure actuelle.

## Publications
- Marius Lecompte, Le genre Alvéolites Lamarck dans le Dévonien moyen et supérieur de l'Ardenne, Bruxelles, coll. « Mémoires du Musée royal d'histoire naturelle de Belgique » (no 55), 1933, 49 p. (lire en ligne).
- Marius Lecompte, L'aérolithe du Hainaut, Bruxelles, coll. « Mémoires du Musée royal d'histoire naturelle de Belgique » (no 66), 1935, 39 p. (lire en ligne).
- Raymond Breckpot et Marius Lecompte, L'aérolithe du Hainaut : étude spectrographique, Bruxelles, coll. « Mémoires du Musée royal d'histoire naturelle de Belgique » (no 69), 1935, 31 p. (lire en ligne).
- Marius Lecompte, Révision des Tabulés dévoniens décrits par Goldfuss, Bruxelles, coll. « Mémoires du Musée royal d'histoire naturelle de Belgique » (no 75), 1936, 111 p. (lire en ligne).
- Marius Lecompte, « Contribution à la connaissance des récifs du Dévonien de l’Ardenne : sur la présence de structures conservées dans des efflorescences cristallines du type « Stromatactis » », Bulletin du Musée royal d'histoire naturelle de Belgique, t. XIII, no 15,‎ mars 1937, p. 1-14 (lire en ligne).
- Marius Lecompte, « Quelques types de « récifs » siluriens et dévoniens de l’Amérique du Nord : essai de comparaison avec les récifs coralliens actuels », Bulletin du Musée royal d'histoire naturelle de Belgique, t. XIV, no 39,‎ septembre 1938, p. 1-51 (lire en ligne).
- Marius Lecompte, Les Tabulés du Dévonien moyen et supérieur du bord sud du bassin de Dinant, Bruxelles, coll. « Mémoires du Musée royal d'histoire naturelle de Belgique » (no 90), 1939, 227 p. (lire en ligne).
- Marius Lecompte, « Découverte de nouveaux gîtes à Dictyonema dans le Trémadocien du massif du Brabant », Bulletin de l'Institut royal des sciences naturelles de Belgique, t. XXV, no 45,‎ décembre 1949, p. 1-8 (lire en ligne).
- Marius Lecompte, Les Stromatoporoïdes du Dévonien moyen et supérieur du bassin de Dinant : première partie, Bruxelles, coll. « Mémoires de l'Institut royal des sciences naturelles de Belgique » (no 116), 1951 (lire en ligne), p. 3-215.
- Marius Lecompte, Les Stromatoporoïdes du Dévonien moyen et supérieur du bassin de Dinant : deuxième partie, Bruxelles, coll. « Mémoires de l'Institut royal des sciences naturelles de Belgique » (no 117), 1952 (lire en ligne), p. 219-359.
- Marius Lecompte, « Révision des stromatoporoïdes mésozoïques des collections Dehorne et Steiner », Bulletin de l'Institut royal des sciences naturelles de Belgique, t. XXVIII, no 53,‎ octobre 1952, p. 1-39 (lire en ligne).
- Marius Lecompte, « Note introductrice à la révision du genre Lophophyllum Milne-Edwards et Haime », Association pour l'étude de la paléontologie et de la stratigraphie houillères, no 21,‎ 1955, p. 399-414 (lire en ligne).
- Marius Lecompte, « Couvinien ou Eifelien », Bulletin de l'Institut royal des sciences naturelles de Belgique, t. XXXI, no 54,‎ septembre 1955, p. 1-16 (lire en ligne).
- Marius Lecompte, « Quelques précisions sur le phénomène récifal dans le Dévonien de l’Ardenne et sur le rythme sédimentaire dans lequel il s’intègre », Bulletin de l'Institut royal des sciences naturelles de Belgique, t. XXXII, no 21,‎ 1956, p. 1-39.